# 2-1B
A Birodalom visszavág c. Csillagok háborúja rész 2-1B vagy Tu-vanbi nevű szereplője (ill. Tuvan-bi a Donald F. Glut által írt könyvváltozatban) egy, a Lázadó Szövetséghez tartozó orvosi droid volt. Tuvan-bi kúrálta ki Luke-ot a kis híján bekövetkező fagyhalálból a felkelők Hoth jégbolygón kialakított Echo Bázisában (amely egy wampa jéglény támadása miatt a hidegben eltöltött hosszú idő miatt fenyegette) a film elején, valamint ő készített neki kibernetikus kezet e rész végén a Redemption nevű Nebulon-B osztályú fregatton.

## Adatok
- Azonosító: 2-1B
- Széria: 2-1B
- Funkció: orvosi droid, sebészdroid
- Kialakítás:
  - humanoid testalkat
  - emberszerű fej sárga, többcsatornás vizuális szenzorokkal és mikrofon-szájjal.
  - magasság: 1.8 méter
  - mozgás: precíziós szervomotorok
- Egyéb jellemzők: Precíziós szenzorai és szervomotorjai a legnagyobb pontosságot igénylő műtéteket is lehetővé teszik. Karjai cserélhető végződésűek, ami lehetővé teszi, hogy különféle feladatok ellátására különféle műszereket vegyen igénybe. Tervezési sajátosság, hogy hasrészének belső alkatrészei nincsenek elrejtve a hasi burkolatlap átlátszósága miatt. A széria mozgása lábakon (vagy motormeghajtású kerekes mozgatóegységgel) történik. Megbízható, felkészült, tanulékony, és könnyen programozható sebészdroid-széria nagy enciklopédikus tudással, heurisztikus processzorral és statisztikai elemző algoritmussal ellátva a diagnosztikai feladatokhoz, valamint kiemelkedően intelligens és önálló, ugyanakkor udvarias és együttérző viselkedést produkáló személyiségmátrixszal (utóbbi a betegápolás nagy türelmet, empátiát igénylő feladatához). A 2-1B szériájú droidok régi gyártásuk és ósdi kinézetük ellenére első fokozatúak, vagyis a legintelligensebb ismert droidosztályba tartoznak, képesek kreatív gondolkodásra és tetteik ill. mások tetteinek erkölcsi szempontból való mérlegelésére is. A Tuvan-bi modellek legtöbbje nemcsak képes, de hajlamos is volt a specializálódásra: pl. az idegsebészet, az exo-fiziológia, vagy a biokibernetika stb. területére.
- Felszerelés: Működéséhez kiegészítő diagnosztikai és terápiás berendezéseket (pl. baktatartály) és/ vagy segéddroidokat igényel
- Hovatartozás: Galaktikus Birodalom – Felkelők Szövetsége – Új Köztársaság
  - Tulajdonosok:
    - Lord Cuvir
    - Tay Vanis
    - Tartósan önálló szolgálatba lépett Y.U. 0. és Y.U. 2. között (az Echo Bázis főorvosaként). További tulajdonosokról nem tudunk.

  - Állandó munkatárs: FX-7
- Gyártó:
  - Geentech Corporation (tervezés)
  - Industrial Automaton (előállítás)
- Irányára: 4300 galaktikus kredit[1]

## Története
(a kiterjesztett univerzumban)
Eredetileg birodalmi szolgálatban állt, gazdája Lord Cuvir volt, de miután a felkelők megölték, 2-1B önként csatlakozott hozzájuk. Hamarosan a felkelők hoth-i Echo Bázisának főorvosává lépett elő. Túlélte a hoth-i csatát, az utolsó transzporthajóval sikerült elmenekülnie. A Home One mon calamari zászlóshajó fedélzetén az endori űrcsatának is tanúja volt (ld. lentebb).  Hűségesen szolgálta mind a Szövetséget, mind az Új Köztársaságot.

## 2-1B példányok megjelenései
A Csillagok háborúja III. epizódjában (A Sithek bosszúja) Darth Vader „megalkotásakor” a Coruscanti orvosi központban látható két másik birodalmi 2-1B droid, de egyik sem azonos az Echo bázison szolgáló Tu-vanbivel. Egyébként e birodalmi 2-1B-ket teljes egészében komputerrel rajzolták.
A  Jedi visszatérben is feltűnik egy pillanatra: jelen van a Mon Mothma által a második Halálcsillag megtámadásáról tartott eligazításon, a kamera többször is mutatja Lando Calrissian mögött.
A Star Wars: A klónok háborúja c. animációs sorozat Grievous csapdája (Grievous Intrigue) c. részének (II. évad / 9.) végén is szerepel egy 2-1B példány, akire sebesült Eeth Koth mester ápolását bízzák.
A robottípus szerepel a Star Wars: Galactic Battlegrounds c. RTS-játékban is. Hangját itt Charles Martinet adta. A Birodalom visszavág legelső moziverziójában a robotnak mindössze egysoros hangos szerepe volt (bár ezen kívül több jelenetben is feltűnik): „Uram, időbe telik, amíg indítani tudjuk a T-47-eseket.” (mondta Luke Skywalkernek az Echo bázis kiürítésének kezdetekor). A robot hangját Denny Delk szinkronszínész játszotta el.

### Külső hivatkozások
- Starwars.com
- Wookiepedia